# Kettennatter
Die Kettennatter (Lampropeltis getula), zur Unterscheidung von anderen, nah verwandten Arten auch Ketten-Königsnatter genannt, ist eine Schlangenart aus der Familie der Nattern, die in den USA östlich der Appalachen vom südlichen New Jersey im Norden bis zu den Florida Keys im Süden vorkommt. Im Südwesten reicht das Verbreitungsgebiet bis ins südöstliche Alabama und zum Florida Panhandle.

## Merkmale
Die Kettennatter ist eine relativ große Natternart, die in der Regel eine Länge von 90 bis 122 cm, in seltenen Fällen auch bis über 200 cm erreichen kann. Die Anzahl der Bauchschuppen liegt bei 200 bis 223. Männchen haben 45 bis 58 Subcaudalen, während bei Weibchen 37 bis 55 Subcaudale gezählt wurden. Die vergrößerte Analschuppe ist einteilig. Auf der Körpermitte verlaufen 19 bis 25 Dorsalschuppenreihen. Alle Schuppen sind glatt. Von anderen Kettennattern kann die Ketten-Königsnatter am besten durch ihre Färbung unterschieden werden. Vom nördlichen Florida bis New Jersey zeigen die meisten Individuen auf einer schwarzen oder dunkelbraunen Grundfärbung 17 bis 36 schmale, weiße, gelbe oder rotgelbe Querbänder, was den Anschein eines „Kettenmusters“ erweckt. Auf der Halbinsel Florida hellt sich die Grundfärbung erheblich zu einer hellbraunen Farbe mit gelber Punktierung auf und sowohl die Anzahl (22 bis 54) als auch die Breite der Bänder nehmen zu. Isolierte Populationen weiterer Farbmorphen können im Panhandle von Florida gefunden werden.

## Lebensraum und Lebensweise
Die Kettennatter lebt terrestrisch, kann aber gut schwimmen. Sie lebt bevorzugt in Nähe von Gewässern oder Sümpfen, möglicherweise weil kleinere Wasserschlangen und Schildkröteneier, zwei wichtige Nahrungsquellen, vor allem dort zu finden sind. Im Frühjahr, im Herbst oder im Sommer am Morgen sieht man die Schlangen oft beim Sonnen. Bei sehr heißem Wetter werden sie aber nachtaktiv.
Die Kettennatter ist 2022 in die Liste invasiver gebietsfremder Arten von unionsweiter Bedeutung für die Europäische Union aufgenommen und ist mittlerweile auch in Deutschland wildlebend gesichtet worden.

## Systematik
Die wissenschaftliche Artbezeichnung der Kettennatter wurde 1766 durch Carl von Linné geprägt, der ihr den Namen Coluber getulus gab. Die taxonomische Einteilung hat sich seitdem mehrfach geändert.
Mehrere Unterarten gelten heute als eigenständige Arten:

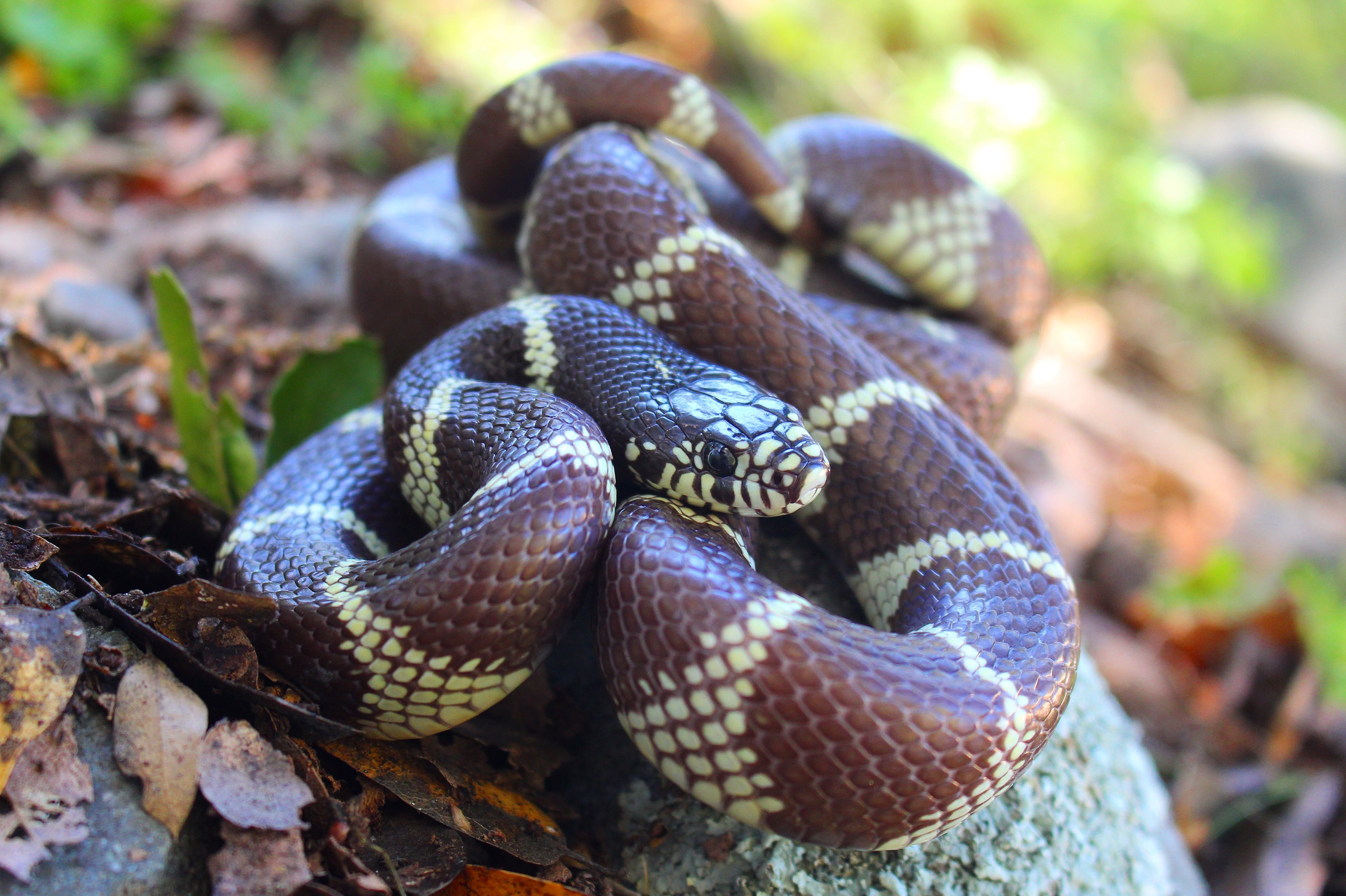
Kalifornische Kettennatter (Lampropeltis californiae)

- Kalifornische Kettennatter (Lampropeltis californiae (Blainville, 1835))[5]
- Gefleckte Kettennatter (Lampropeltis holbrooki Stejneger, 1902)[6]
- Schwarze Kettennatter (Lampropeltis nigra (Yarrow, 1882))[7]
- Wüstenkettennatter (Lampropeltis splendida (Baird & Girard, 1853))[8]

Synonyme sind u. a.:
- Coronella getulus Duméril, Bibron & Duméril, 1854
- Lampropeltis getula floridana
- Lampropeltis getula nigrita
- Lampropeltis getula sticticeps
- Ophibolus getulus Baird & Girard, 1853
- Triaeniopholis arenarius Werner, 1924

Die Kettennatter und ihre Schwesterart, die Schwarze Kettennatter (Lampropeltis nigra) trennten sich vor 0,75 bis 3,35 Millionen Jahren evolutionär voneinander. Die von beiden gebildete Klade trennt sich vor 2,62 bis 7,32 Millionen Jahren von der Linie, die zu den drei weiter westlich vorkommenden Kettennatterarten führte.

## Belege
1. 1 2  
Lampropeltis getula In: The Reptile Database
2. 1 2  
R Alexander Pyron u. Frank T Burbrink: Systematics Of The Common Kingsnake (Lampropeltis Getula; Serpentes: Colubridae) And The Burden Of Heritage In Taxonomy. Januar 2009, Zootaxa 2241:22-32, doi:10.5281/zenodo.190597
3. ↑  
Roger Conant: Field Guide to Reptiles and Amphibians of Eastern and Central North America. Peterson Field Guides, ISBN 0-395-19977-8. S. 203.
4. ↑  Immer mehr Kettennatter-Funde in Deutschland – Große Sorge. In: Berliner Morgenpost. 12. August 2022, abgerufen am 15. August 2025.
5. ↑  Lampropeltis californiae In: The Reptile Database
6. ↑  Lampropeltis holbrooki In: The Reptile Database
7. ↑  Lampropeltis nigra In: The Reptile Database
8. ↑  Lampropeltis splendida In: The Reptile Database